# ブルーベック・イン・ヨーロッパ
『ブルーベック・イン・ヨーロッパ』(The Dave Brubeck Quartet in Europe) は、ピアニストであるデイヴ・ブルーベックと彼のカルテットが1958年におこなったデンマークのコペンハーゲンにおける演奏を録音したライブ・アルバム。カバーに描かれたブルーベックと彼のカルテットのカートゥーンは、アーノルド・ロスが描いたものである。

## 評価
| 専門評論家によるレビュー | 専門評論家によるレビュー |
| レビュー・スコア         | レビュー・スコア         |
| 出典                     | 評価                     |
| ------------------------ | ------------------------ |
| Allmusic                 | [ 3 ]                    |

オールミュージックにおけるこのアルバムのレビューを担当したケン・ドライデン (Ken Dryden) は、「...カルテットは最高の状態であり、ブルーベックも、これらの素晴らしい演奏について従来しばしば言われてきたような不器用な (heavy-handed) ピアニストとは言えない」と記している。ドライデンは、ポール・デスモンドの「スタンダード曲「タンジェリン (Tangerine)」で大きく展開された詩情やウィットに富む引用」を賞賛している。

## トラックリスト
1. ワンダフル・コペンハーゲン "Wonderful Copenhagen"（フランク・レッサー）
2. 悪いくせに "My One Bad Habit"（デイヴ・ブルーベック、イオラ・ブルーベック (Iola Brubeck)）
3. タンジェリン[4] "Tangerine"（ジョニー・マーサー、ヴィクター・シャーツィンガー（英語版））
4. ライト・グループ "The Wright Groove"（ユージン・ライト（英語版））
5. ライク・サムワン・イン・ラヴ "Like Someone in Love"（ジョニー・バーク（英語版）、ジミー・ヴァン・ヒューゼン）
6. ワッシ・ドラムス "Watusi Drums"（デイヴ・ブルーベック）

## パーソネル
- デイヴ・ブルーベック – ピアノ
- ポール・デスモンド – アルト・サクソホーン
- ユージン・ライト – ダブル・ベース
- ジョー・モレロ（英語版） - ドラムス

- アーノルド・ロス - カバー・アート